# Lactuca serriola

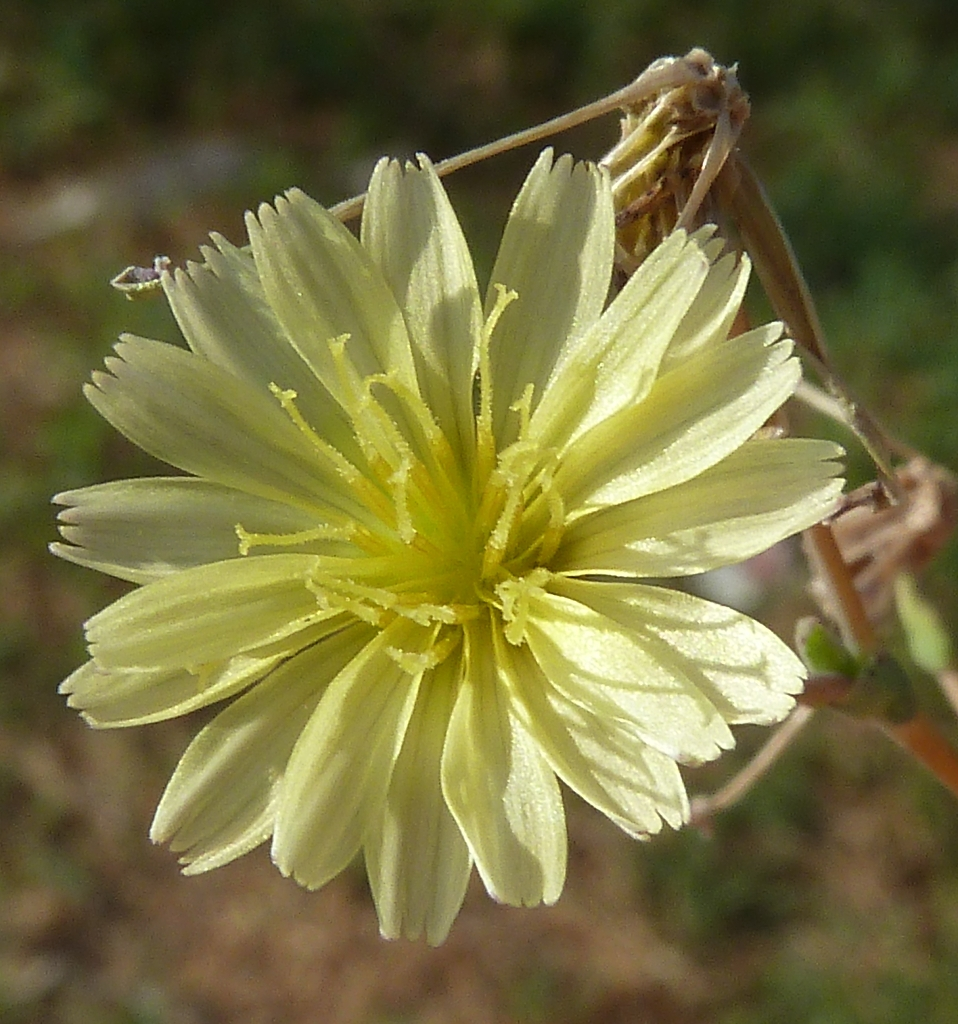
Capítulo

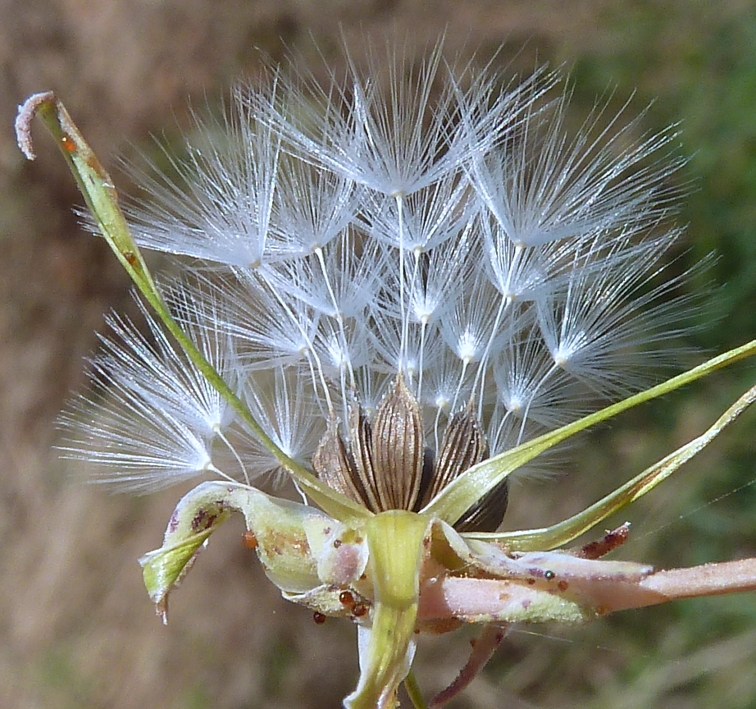
Cipselas in situ

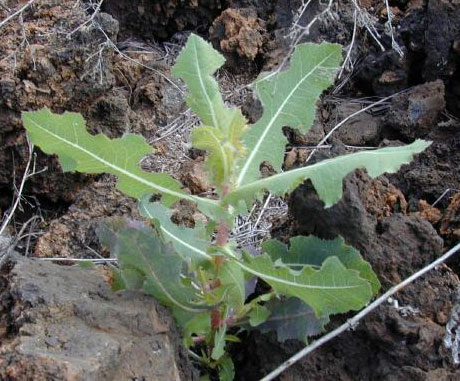
Detalle de las hojas

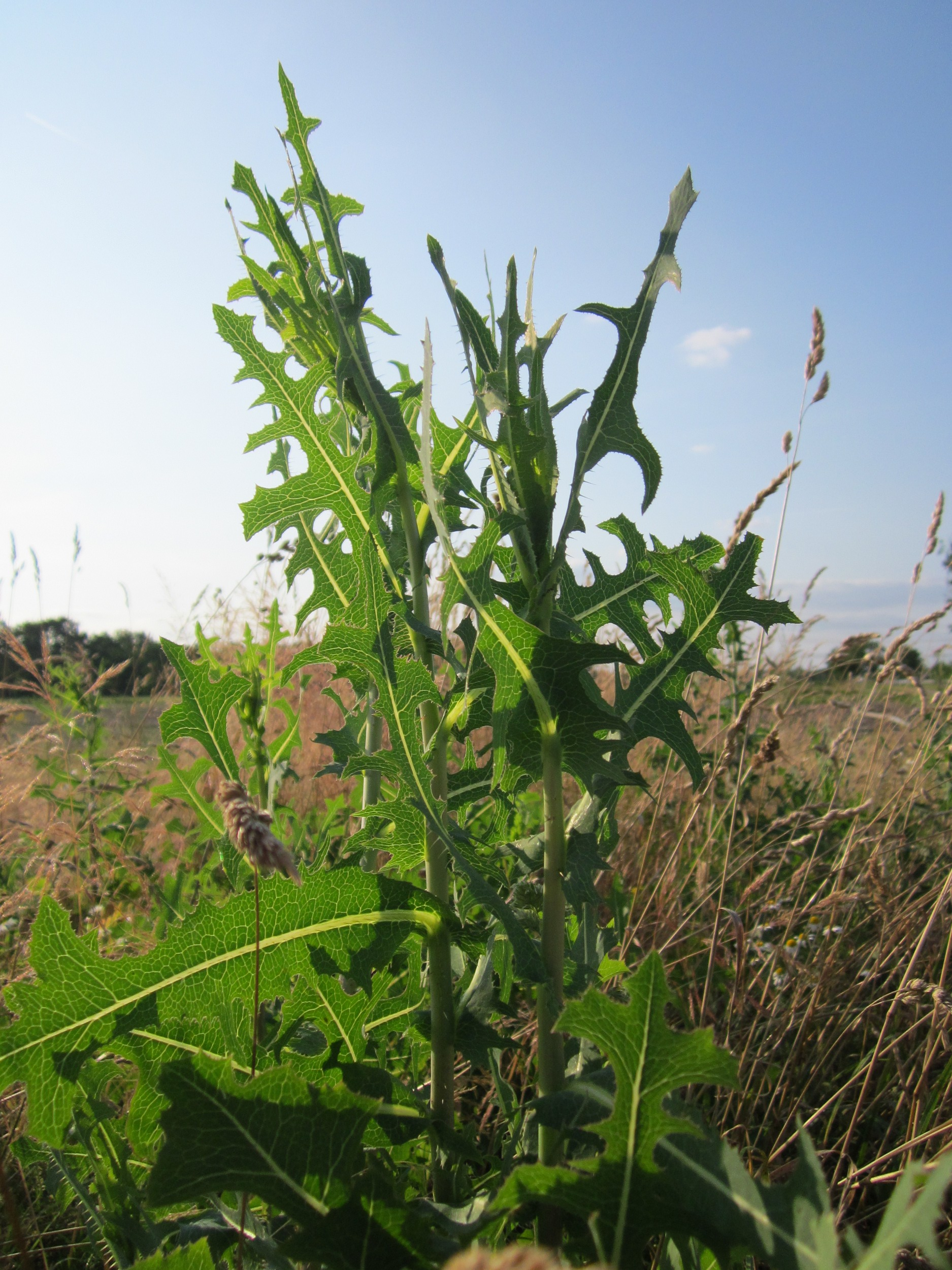
Vista general

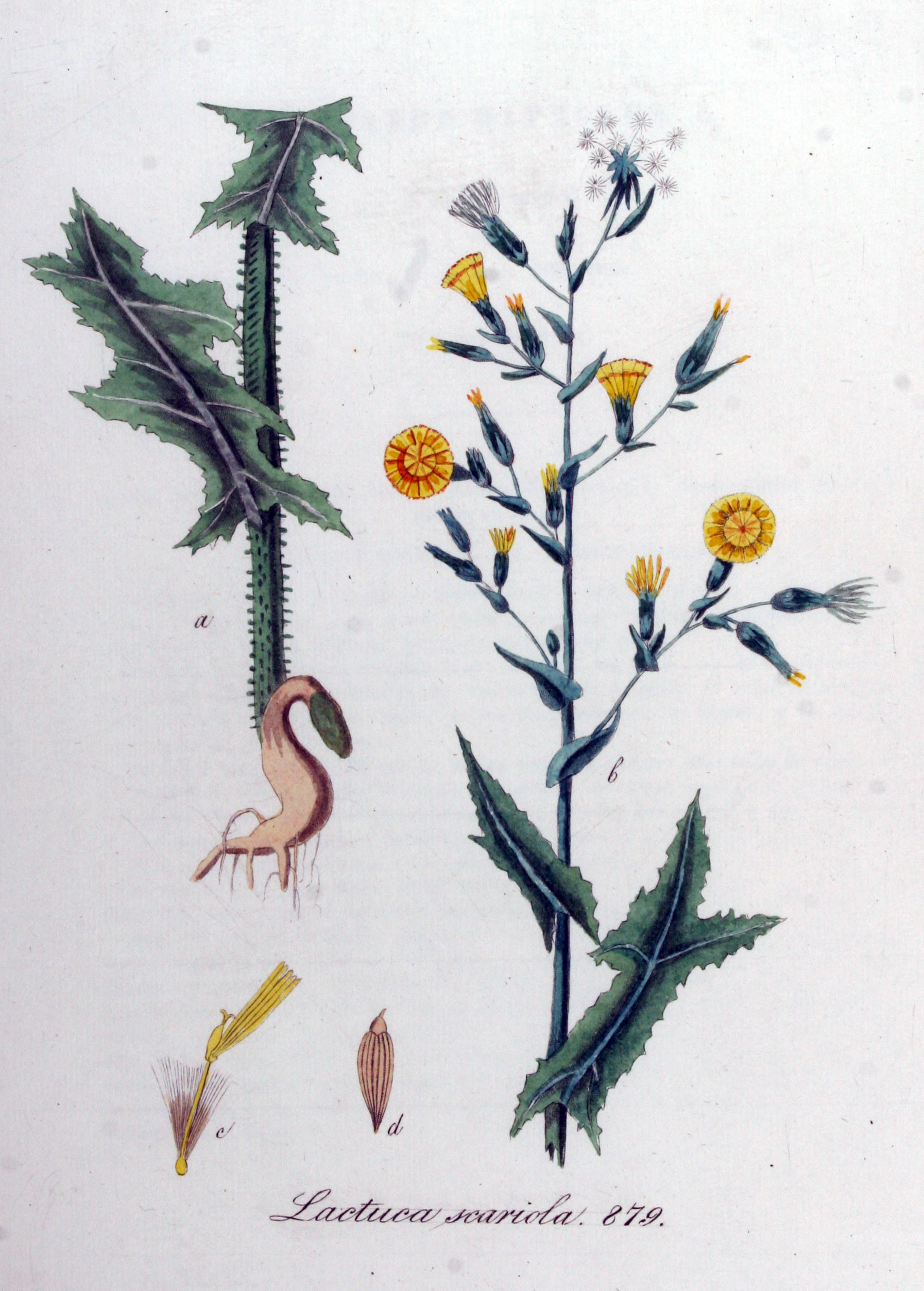
Ilustración en Flora Batava

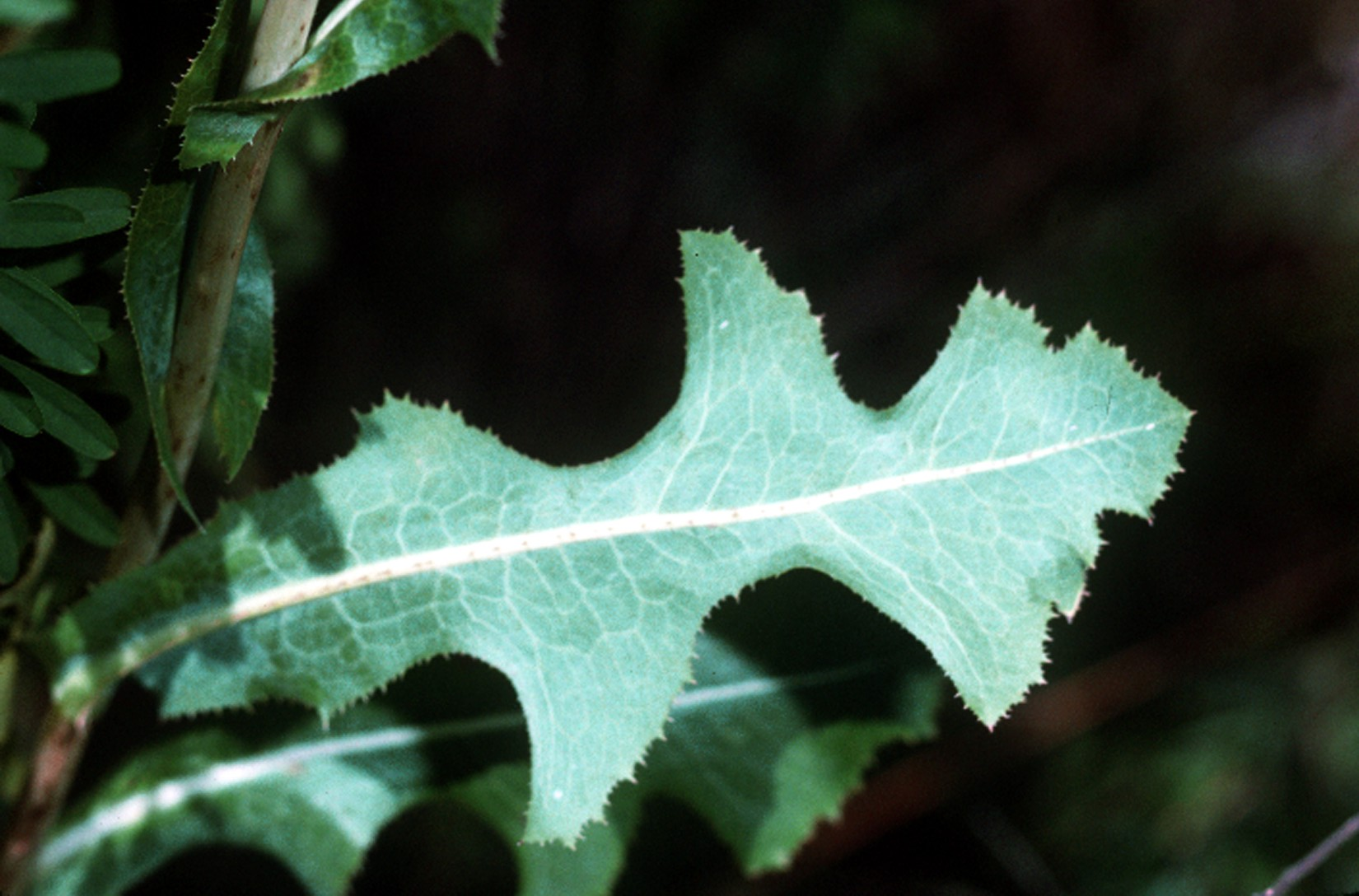
Hojas de limbos verticales

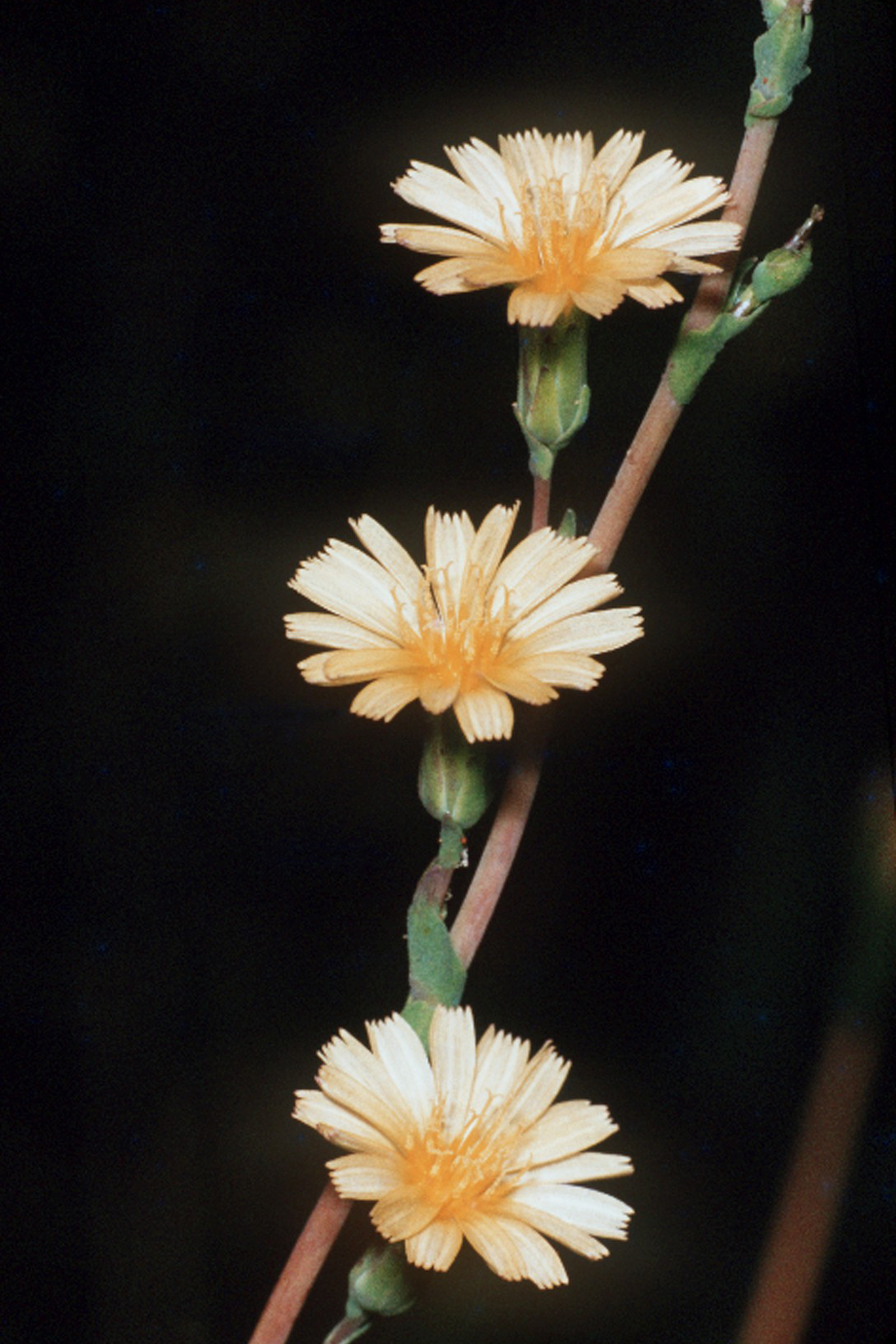
Capítulos

La escarola o lechuguilla (Lactuca serriola) es una especie perteneciente a la familia Asteraceae. Es el pariente silvestre más cercano de la lechuga cultivada (Lactuca sativa).

## Descripción
Es una planta anual o bienal fétida, rígida, de 5-20 dm de altura, con ramas espinosas arriba. Hojas rígidas, espinosas en la costilla central y por debajo en el margen, las hojas inferiores ovado-oblongas normalmente muy lobuladas, las superiores menos lobuladas y que se mantienen verticales. Capítulos amarillo pálido 1-1,5 de diámetro, muchos en una inflorescencia espiciforme o piramidal larga y ramosa. Involucro estrechamente cilíndrico, con brácteas glabras lanceoladas. Cipselas  con costillas finamente tuberculadas y pico del largo del aquenio. Florece en verano. 

## Distribución y hábitat
Circum-mediterránea y en gran parte de Europa. Introducida en todo el mundo.
Habita junto a carreteras y caminos, lugares baldíos, riberas secas y dunas.

## Usos culinarios y medicinales
La planta puede ser comida como ensalada, aunque tiene algo de sabor amargo. Las hojas jóvenes pueden comerse crudas o cocidas. Sin embargo, su presencia en algunos yacimientos antiguos se ha vinculado más a sus propiedades soporíferas que podrían sugerir el uso ritual. Los antiguos griegos también creían que  su jugo acre era un remedio contra úlceras en los ojos y los pitagóricos la llamaban la lechuga eunuco, ya que causaba la micción y relajaba el deseo sexual. Los Navajos usaban la planta como un ceremonial emético. En la isla de Creta en Grecia las hojas y los brotes tiernos de una variedad llamada Maroula (μαρούλα) o agriomaroulo (αγριομάρουλο) se comen hervidas. Es utilizado por los samaritanos como el Maror (hierba amarga) en el Pesaj.

## Historia
El dios egipcio Min se asocia con esta variedad de lechuga. Además, la evidencia arqueobotánica en contextos arqueológicos griegos es escasa, aunque las semillas carbonizadas se han recuperado de un depósito del siglo séptimo antes de Cristo en un santuario de Hera en Samos. También se describe por Teofrasto. En la mitología, Afrodita se dice que tuvo relaciones con Adonis en una cama de lechugas, lo que conduce a la asociación de la verdura con comida para los muertos.

## Taxonomía
Lactuca serriola fue descrita por Carlos Linneo y publicado en Centuria II. Plantarum ... 29. 1756.
Citología
- Tiene un número de cromosomas de 2n=18[5][6]

Etimología
Lactuca: nombre genérico derivado  del Latín «lechuga», derivado de lac,  leche; 
serriola: epíteto también del Latín serrula, pequeña sierra, por sus hojas aserradas.
Sinonimia
- Lactuca scariola L., Amoen. Acad. 4: 489, 1759
- Lactuca saligna var. robusta Fisch. & C.A.Mey., Index Sem. Hort. Petrop. 5: 37, 1839
- Lactuca scariola var. vulgaris Bisch., Beitr. Fl. Deutschl.: 189, 1851, nom. inval.
- Lactuca scariola var. typica Rouy, Fl. France 9: 198, 1905, nom. inval.
- Lactuca augustana All., Auct. Syn. Stirp. Horti Taurin.: 72, 1773
- Lactuca scariola var. augustana (All.) Lindem. in Bull. Soc. Imp. Naturalistes Moscou 45: 303, 1872
- Lactuca scariola subsp. augustana (All.) Arcang., Comp. Fl. Ital.: 425, 1882
- Lactuca scariola var. integrifolia Bisch., Beitr. Fl. Deutschl.: 189, 1851, nom. illeg. [non Lactuca scariola var. integrifolia Bogenh., 1850]
- Lactuca sativa var. angustana Irish ex Bremer, Handb. Pflanzenzücht. 5: 339, 1949, nom. illeg. [non Lactuca sativa var. angustana L.H.Bailey, 1916]
- Lactuca sylvestris Lam., Fl. Franç. 2: 84, 1779
- Lactuca scariola sylvestris (Lam.) Bisch., Beitr. Fl. Deutschl.: 189, 1851
- Lactuca verticalis Gaterau, Descr. Pl. Montauban: 138, 1789
- Lactuca virosa var. integrifolia Gray, Nat. Arr. Brit. Pl. 2: 417, 1821
- Lactuca serriola subsp. integrifolia (Gray) G.H.Loos in Jahrb. Bochum. Bot. Vereins 1: 124, 2010
- Lactuca coriacea Sch.Bip. in Linnaea 15: 725, 1841
- Lactuca scariola var. integrata Gren. & Godr., Fl. France 2: 319, 1850
- Lactuca scariola subsp. integrata (Gren. & Godr.) Piper in Contr. U. S. Natl. Herb. 11: 549, 1906
- Lactuca integrata (Gren. & Godr.) A.Nelson in Coulter & Nelson, New Man. Bot. Centr. Rocky Mt.: 596, 1909
- Lactuca serriola var. integrata (Gren. & Godr.) Beger in Amer. Midl. Naturalist 10: 46, 1926
- Lactuca dubia Jord. in Mém. Acad. Natl. Sci. Lyon, Cl. Sci. 1: 330, 1851
- Lactuca scariola var. dubia (Jord.) Rouy, Fl. France 9: 199, 1905
- Lactuca scariola [unranked] hortensis Bisch., Beitr. Fl. Deutschl.: 190, 1851
- Lactuca tephrocarpa  K.Koch in Linnaea 23: 672, 1851
- Lactuca scariola var. integrifolia Schur, Enum. Pl. Transsilv.: 370, 1866 [non Lactuca scariola var. integrifolia Bogenh., 1850 nec Lactuca scariola var. integrifolia Bisch., 1851 nec Lactuca scariola var. integrifolia Becker]
- Lactuca sativa var. angustana L.H.Bailey, Stand. Cycl. Hort.: 1766, 1916
- Lactuca scariola var. integrifolia Becker
- Lactuca altaica Fisch. & C.A.Mey., Index Sem. Hort. Petrop. 11: 73, 1846, nom. nov.
- Lactuca scariola var. integrifolia Bogenh., Taschenb. Fl. Jena: 269, 1850, nom. illeg. [non Lactuca scariola var. integrifolia Becker]
- Lactuca latifolia Gilib., Fl. Lit. Inch. 1: 234, 1782, nom. inval.
- Lactuca albicaulis Boiss., Fl. Orient. 3: 809, 1875, nom. inval.
- "Lactuca virosa" sensu D.A.Webb, Proc. Roy. Irish Acad., B 65/B/1, 1966[7]

## Nombre común
- Castellano: achicorias, baleas, cardo, cardo lechar, cardo lechero, cardo mantequero, cardo montes, cardocucos, cazapuercos, cerrajones, escarola, escarola silvestre, escoba, lambaza, lecheguetas, lechera, lecherina, lecherinas, lecherín, lechuga borde, lechuga escarola, lechuga escarolada, lechuga espinosa, lechuga montés, lechuga silvestre, lechuga silvestre de costilla espinosa, lechugo, lechugueta, lechuguetas, lechuguilla, lechuguilla pinchosa, lengua de vaca, manzanillones, panes de pastor, pie de pájaro, planta brújula, serrallones, serrallón, yerba cana. En cursiva los más extendidos y corrientes.[8]

- Nilhue, ñilhue (del mapuche ñilwe) en Chile.[9]